# GEO-1

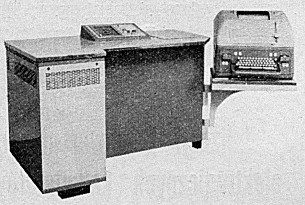

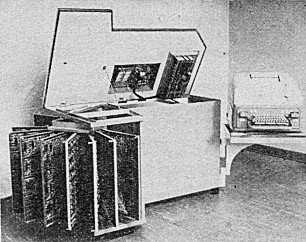

GEO-1 – prototyp (1967) serii specjalizowanych komputerów do obliczeń inżynierskich (GEO-2, 1968), pierwotnie geodezyjnych, oparty na organizacji UMC-1 i technologii UMC-10. Opracowany w Katedrze Budowy Maszyn Matematycznych Politechniki Warszawskiej przy współudziale Instytutu Geodezji i Kartografii.

## Dane[1]
- typ: mikroprogramowany, bezzłączowy komputer szeregowy II generacji zbudowany na tranzystorach
- organizacja:
  - arytmetyka binarna o podstawie −2
  - słowo maszynowe
    - liczby: długości 34 bitów
    - rozkazy: długości 34 bitów podzielone na:
      - część operacyjna: 22 bity
      - adres: 12 bitów

  - programowy zmienny przecinek realizowany przez bibliotekę (brak rozkazów zmiennoprzecinkowych realizowanych sprzętowo)
- prędkość: zegar 220 kHz
- pamięć bębnowa o pojemności 16 384 słów podzielona na 8 bloków po 2048 ksłów:[3]
  - pamięć operacyjna, bloki: A, B0, C, D,
  - pamięć pomocnicza, bloki: B1, B2, B3, B4
- wymiary: 1350 x 800 x 810 mm
- waga: ok. 200 kg

### Urządzenia we-wy
- monitor – dalekopis z wbudowanym czytnikiem i perforatorem  pięciokanałowej taśmy o szybkości 10 zn/sek
- pulpit operatora
- pulpit techniczny